# Bataille d'Auray (1815)
Pour les articles homonymes, voir Bataille d'Auray.
Chouannerie de 1815
Batailles
- Les Échaubrognes
- L'Aiguillon
- Aizenay
- Sainte-Anne-d'Auray
- Cossé
- Saint-Gilles-sur-Vie
- Redon
- Les Mathes
- Muzillac
- Rocheservière
- Thouars
- Auray
- Châteauneuf-du-Faou
- Guérande
- Fort la Latte

La bataille d'Auray se déroule le 21 juin 1815 lors de la chouannerie de 1815. Elle s'achève par la victoire des impériaux qui repoussent les chouans et prennent d'assaut la ville d'Auray.

## Prélude
Après sa victoire à la bataille de Muzillac contre la garnison de Vannes commandée par le général Rousseau, l'armée royaliste de Louis de Sol de Grisolles accueille un débarquement d'armes dans la crique de Foleu, à 25 kilomètres en amont de l'embouchure de la Vilaine,. Les chouans reçoivent alors des Britanniques 8 000 fusils et carabines,, des munitions ainsi qu'un canon et un obusier. Ils regagnent ensuite Rochefort-en-Terre.
Ce succès n'est cependant pas exploité par Sol de Grisolles, qui se préoccupe de répartir équitablement les armes anglaises entre les différentes légions. Encombré par son convoi, il ne marche ni sur Pontivy ni sur Vannes, mais se porte en direction de la côte pour préparer un second débarquement à Carnac. Cependant, il laisse ainsi le temps aux troupes impériales de se réorganiser,.
Le 18 juin, le général Auguste Julien Bigarré arrive de Rennes avec des renforts et fait sa jonction à Ploërmel avec les troupes du général Rousseau, sorties de Vannes. Sol de Grisolles  est informé de ce mouvement alors qu'il se trouve le même jour à Plaudren avec 5 000 hommes. Cependant, il refuse d'intercepter la colonne de Rousseau et laisse les impériaux effectuer leur jonction,. 
Le 19 juin, l'armée de Sol de Grisolles quitte Plaudren et gagne la ville d'Auray. De leur côté, les impériaux sortent de Ploërmel le 18 et se portent ensuite sur Josselin, puis Grand-Champ et enfin Sainte-Anne-d'Auray, à cinq kilomètres au nord de la ville d'Auray. Quatre colonnes convergent alors sur Auray : de Ploërmel par Grand-Champ, de Pontivy par Pluvigner, de Lorient par Landévant et de Vannes par Pontsal. Dos à la mer, les chouans ne peuvent plus éviter le combat.

## Forces en présence
Dans son rapport, Bigarré affirme être à la tête de 1 550 hommes. Dans leurs mémoires, les officiers royalistes Julien Guillemot et Marc-Antoine de La Boëssière de Lennuic, évaluent quant à eux le nombre des impériaux à 3 000,. La colonne est notamment constituée de nombreux étudiants en droit, fer de lance des « fédérés ». Des voltigeurs et des dragons forment l'avant-garde, sous les ordres du chef d'escadron Carabène,.
L'armée royaliste du Morbihan, placée sous le commandement supérieur de Louis de Sol de Grisolles, est constituée de la légion de Bignan, commandée par Yves Le Thieis ; de la légion d'Auray, commandée par Joseph Cadoudal, avec pour second Jean Rohu ; de la légion de Vannes, commandée par le chevalier Louis-Joseph de Margadel ; de la légion de la Redon, commandée par Louis-Jacques de Sécillon ; de la légion de Pontivy, commandée par Julien Guillemot ; et de la légion de Gourin, commandée par Claude-René Guezno de Penanster. À Auray, elle forme au total 8 000 hommes,. Parmi eux figurent quelques centaines de soldats et de marins déserteurs, qui selon le rapport de Bigarré « fermaient les têtes des colonnes de ces masses de paysans et cherchaient pas leur exemple à leur inspirer plus de fermeté ». L'artillerie est constituée d'un canon de 5 livres et d'un obusier débarqués par les Britanniques près de Muzillac le 12 juin.

## Déroulement
La veille de la bataille, les troupes de Bigarré campent au couvent de Sainte-Anne d'Auray, tandis que les forces royalistes sont positionnées à Auray et à Brech. Les deux armées sont alors séparées par la rivière du Loc'h. 
Sol de Grisolles fait déployer ses troupes pour défendre quatre ponts sur le Loc'h : le pont de Tren-Rousse — ou Treuroux — le plus au nord, situé entre Brech et Plumergat ; le pont de Brech, situé près du bourg ; le pont de Théoret, près du champ des martyrs ; et le pont de Saint-Goustan, à l'entrée est d'Auray, sur la route de Vannes. La légion de Bignan prend position à Brech et son 4e bataillon est chargé de la défense du pont. La légion d'Auray défend quant à elle les trois autres ponts. Environ 500 à 600 hommes de la légion de Redon commandés par Sécillon prennent également position au pont de Théoret, où se trouvent Cadoudal et Rohu, ainsi que les deux pièces d'artillerie. Malgré l'avis insistant de Guillaume Gamber, Sol de Grisolles refuse de lancer une attaque de nuit contre le camp des impériaux et se rend à Carnac, où il rencontre l'amiral britannique Henry Hotham. C'est finalement Bigarré, qui prend l'initiative d'une attaque nocturne.
À trois heures du matin, les impériaux se mettent en marche,. L'attaque est lancée au nord de Brech par les voltigeurs et les dragons de Carabène, qui forment l'avant-garde. Ces derniers trouvent le pont de Tren-Rousse abandonné par ses défenseurs et peuvent ainsi franchir le Loc'h sans rencontrer de résistance,. Après avoir ainsi passé la rivière, les impériaux attaquent le bourg de Brech par le nord, où ils surprennent totalement la légion de Bignan sur son flanc et la mettent en fuite en lui infligeant de lourdes pertes,,.
Alertées, les forces de Cadoudal, Sécillon, Gamber et Rohu se rangent en bataille sur la lande de Poublaie — aussi appelée Poulle-Baille ou Lan-er-Reux — au nord d'Auray, avec leur canon et leur obusier,,. De leur côté, les impériaux s'alignent en ordre et en silence, sans s'affoler des tirs essuyés. Ils poussent ensuite des cris de « vive l'empereur! », puis avancent en ordre serré, baïonnette au canon. Habitués à combattre en tirailleurs, les chouans ne tiennent pas le choc sur ce terrain découvert et leur ligne s'effondre sous la poussée des pelotons de cavalerie. Les insurgés abandonnent leur canon et leur obusier qui n'auront tiré qu'une seule fois chacun. 

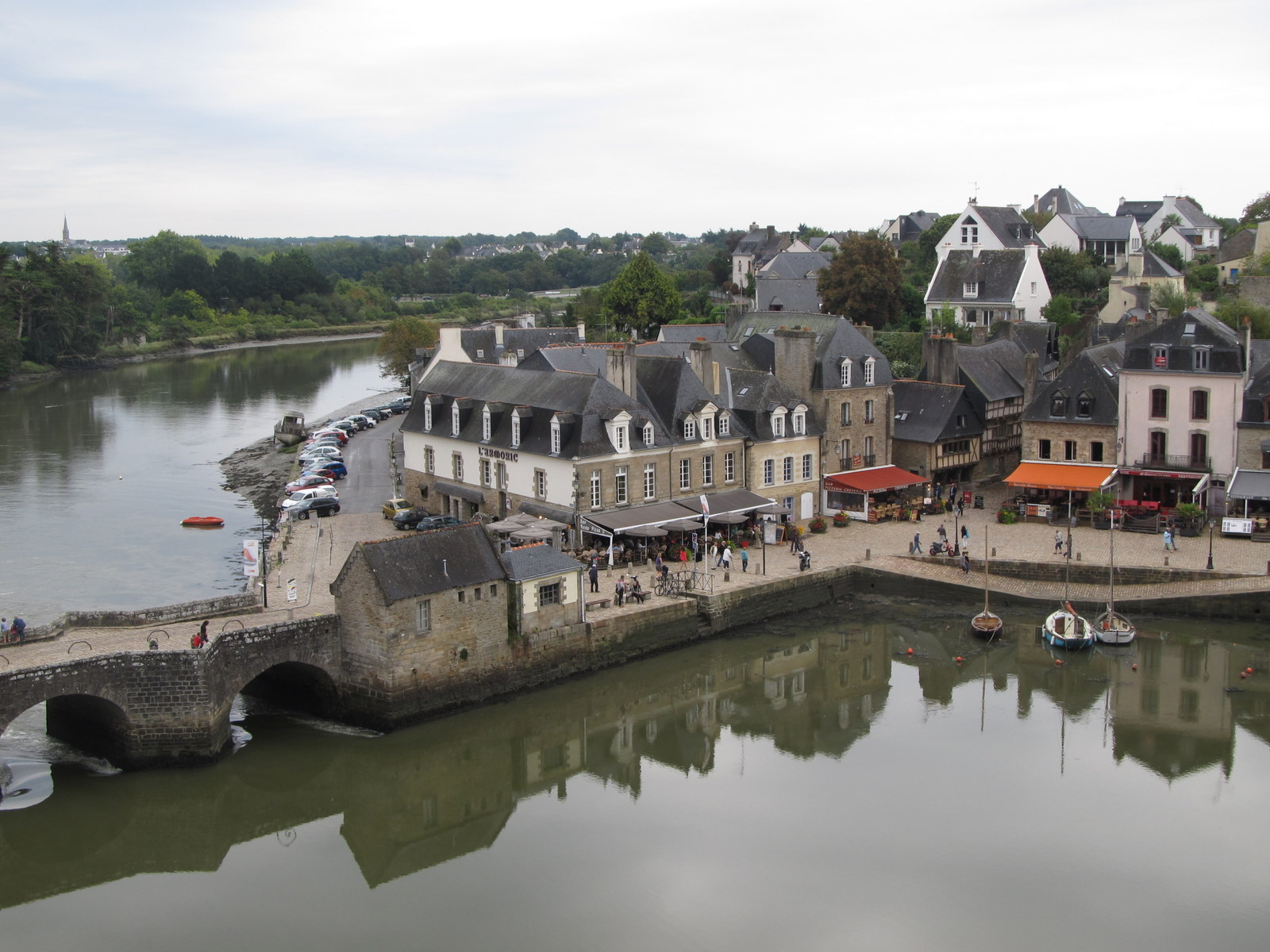
Vue en 2011 du pont et du port Saint-Goustan.

Les chouans reviennent alors à leur tactique habituelle et s'embusquent derrière les haies et les fossés,. Cependant des charges à la baïonnette suffisent à les déloger,. Malgré l'arrivée du général Sol de Grisolles, de la légion de Margadel et de la compagnie des écoliers de Vannes,, les royalistes sont chassés de toutes leurs positions, et notamment de la chartreuse d'Auray, qui est à un moment défendue. Le général Bigarré est cependant blessé lors de ces combats,.
Les impériaux lancent ensuite l'assaut sur la ville d'Auray. Ils enfoncent d'abord les défenses royalistes sur leur flanc gauche et progressent le long de la rivière du Loc'h. Dans le cimetière, ils délogent les 250 hommes de Gabriel de Francheville après un combat d'une demi-heure,. Les chouans opposent cependant une plus forte résistance au pont et au port Saint-Goustan, où les marins de Rhuys sont retranchés dans les immeubles,,. Sol de Grisolles fait même passer de l'autre côte de la rivière une partie de ses forces, qui sont placées sous les ordres de Francheville, pour qu'elles contournent et prennent à revers les forces de Bigarré par le pont de Théoret,. Cependant à Saint-Goustan, l'annonce de l'arrivée d'une colonne par la route de Vannes fait fléchir les chouans qui redoutent alors d'être attaqués dans leur dos,. À trois heures de l'après-midi, les combats prennent fin. Sol de Grisolles donne l'ordre de la retraite aux dernières troupes restantes et rappelle le bataillon de Francheville. Les chouans se retirent d'Auray par le pont de Saint-Goustan et s'engagent sur la route de Vannes, d'où ils gagnent ensuite Sainte-Anne-d'Auray, puis Plumergat,. La plupart des insurgés se débandent ensuite pour regagner leurs villages.

## Pertes
Le 25 juin, dans son rapport au ministre de la guerre, le général Bigarré affirme que pas moins de 1 500 chouans ont été tués ou blessés lors du combat. Pour l'historien Aurélien Lignereux, ce bilan est exagéré, mais les pertes royalistes semblent avoir été trois fois supérieures à celles des impériaux. Dans son « précis de la campagne de 1815 », l'officier royaliste Marc-Antoine de La Boëssière de Lennuic affirme que les pertes royalistes sont d'une centaine de morts, dont les officiers de Langle, du Couédic, Maillart et Dagorn, et un même nombre de blessés, parmi lesquels figure l'aide-major général de Moëlien. Ce dernier est capturé, mais sa sœur obtient pour lui la vie sauve.
Du côté des impériaux, l'état des pertes est dressé le 22 juin par l'adjudant commandant faisant fonction de chef d'état-major. Le bilan est de 20 morts — dont dix soldats, deux officiers, trois gendarmes, trois dragons, un artilleur de marine et un fédéré de Rennes nommé Guichard — et 185 blessés — dont 34 artilleurs, 12 gendarmes, 11 fédérés, trois dragons, un douanier, et le général Bigarré. Chez les officiers, le général Bigarré est lui-même blessé aux reins. Son aide-de-camp, le chef d'escadron Couturier, a le bras gauche traversé par une balle. Le commandant de l'avant-garde, le chef d'escadron Carabène, également attaché à l'état-major, est quant à lui blessé à la jambe. 
Du côté des civils, deux femmes d'Auray, dont une nonagénaire, auraient été assassinées par des soldats impériaux d'après les royalistes.

## Conséquences
Après les combats, le général Bigarré affirme avoir remporté une victoire décisive, mais son succès se révèle finalement limité. Le 25 juin, la nouvelle de la défaite de Napoléon à Waterloo est connue dans le Morbihan. Conscient que le vent tourne, Sol de Grisolles repousse les ouvertures de Bigarré.  Le 2 juillet, ses troupes réceptionnent un nouveau débarquement d'armes à Locmariaquer et repoussent à Crach les douaniers et les soldats du général Rousseau. Le 3 juillet, dans une lettre adressée au ministre de la guerre, le préfet du Morbihan Joseph-Louis-Victor Jullien constate que les autorités ne contrôlent dans le département que Vannes, Lorient, Hennebont et Pontivy.